# Col Rodella
Col Rodella (ladinsky Col Rodela) je horský vrchol o nadmořské výšce 2484 m, ležící v Itálii nad údolím Val di Fassa v centru Dolomit. Vrchol se nachází v horské skupině Langkofel a je považován za jednu z nejkrásnějších panoramatických teras, odkud lze obdivovat horské skupiny v okolí údolí Val di Fassa.
Vrchol se tyčí tisíc metrů nad městečkem Campitello di Fassa, které je s ním spojeno stejnojmennou lanovkou. Na vrchol se lze dostat také pěšky z Campitella, z vesnice Canazei nebo po snadnější nezpevněné cestě z průsmyku Passo Sella. K dispozici je také středně náročná ferrata Col Rodella, která je snadno dostupná z útulny v Passo Sella.
Z vrcholu Col Rodella se od horní stanice lanovky lze za krátkou dobu dostat na úbočí hor Plattkofel a Sassolungo, do horské skupiny Sella se jde několik hodin přes průsmyk Passo Sella a do horské skupiny Rosengarten se jde přes údolí Val Duron.

## Galerie

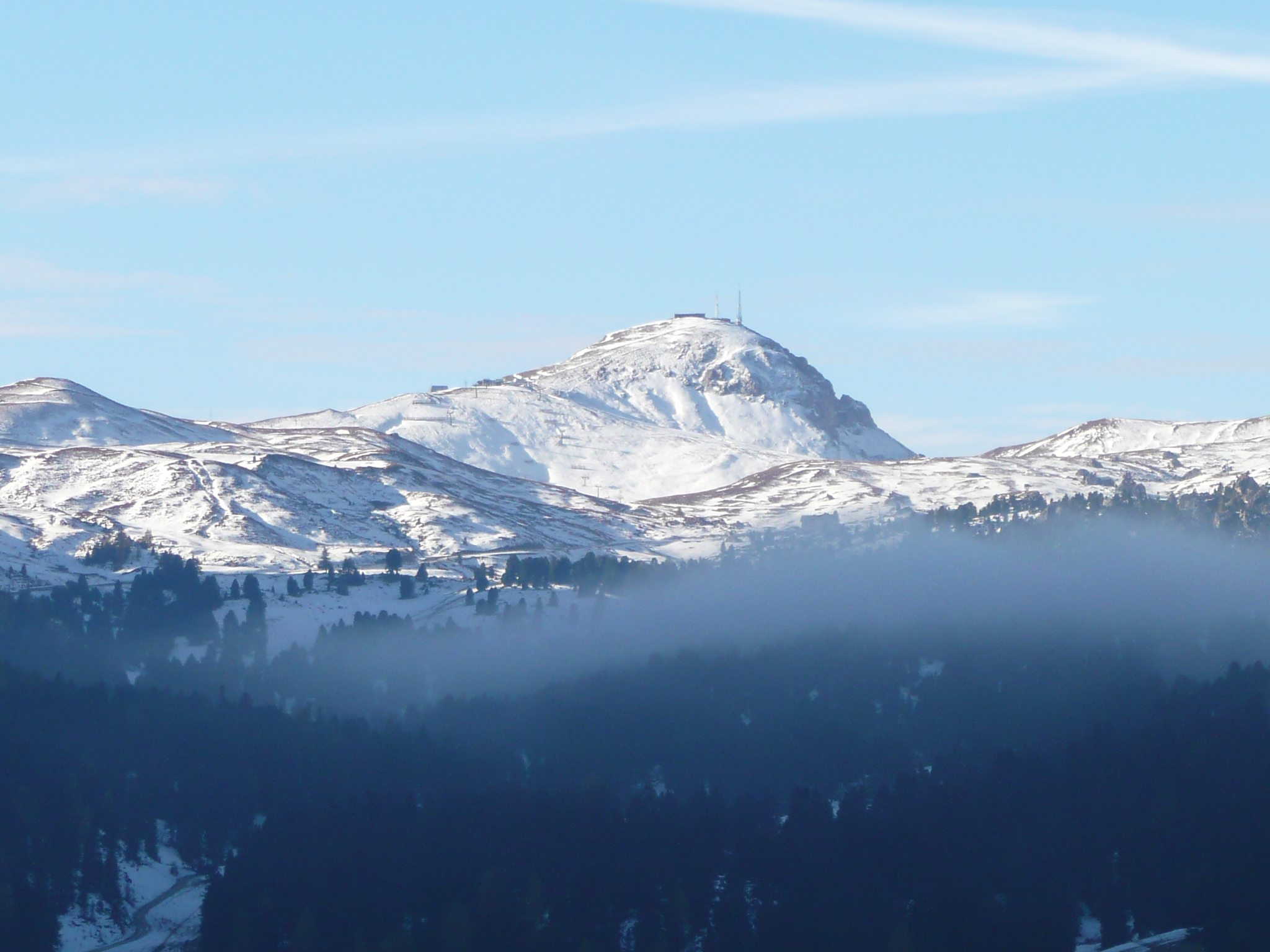
Col Rodella v zimě
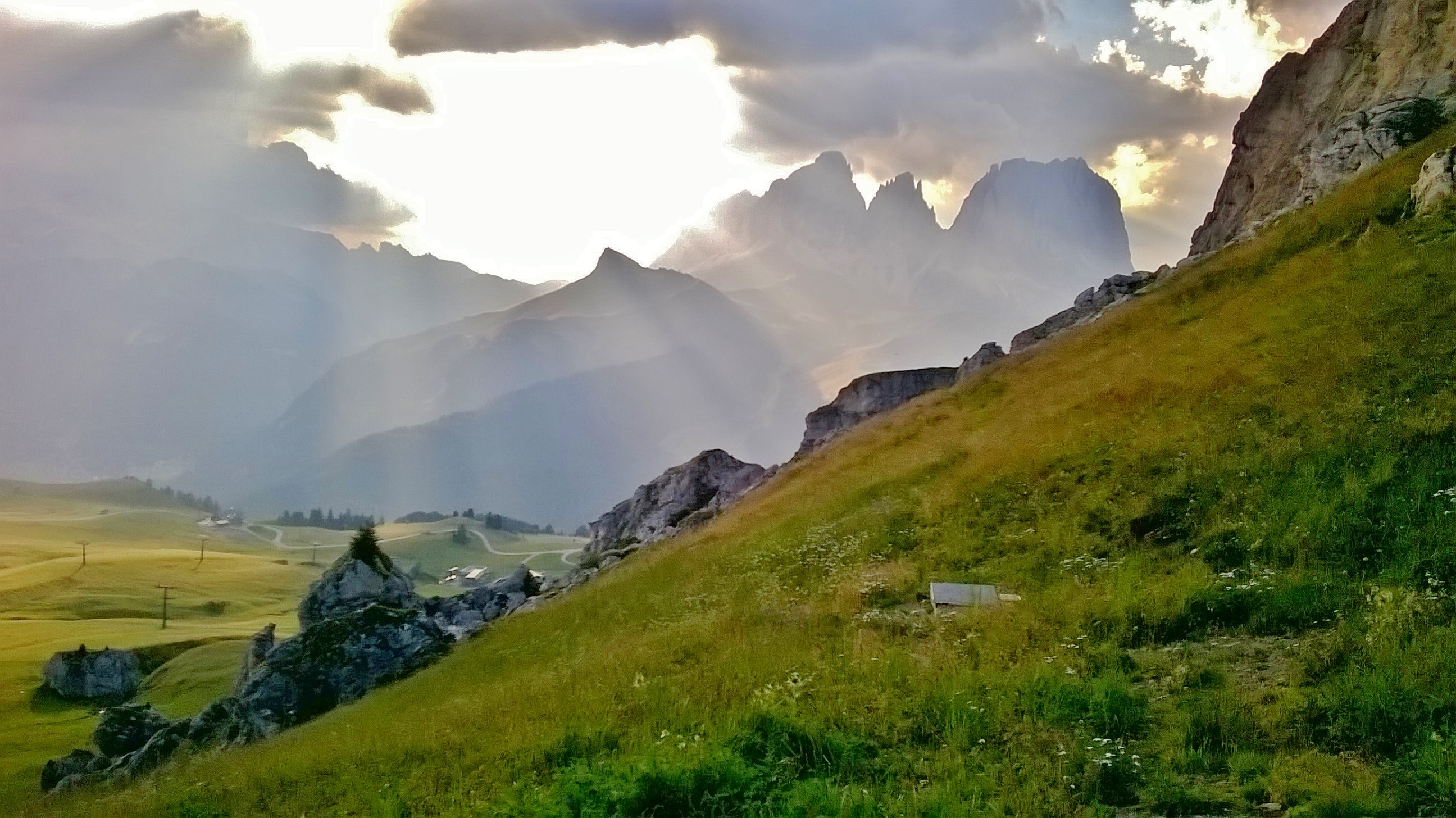
Col Rodella a skupina Langkofel
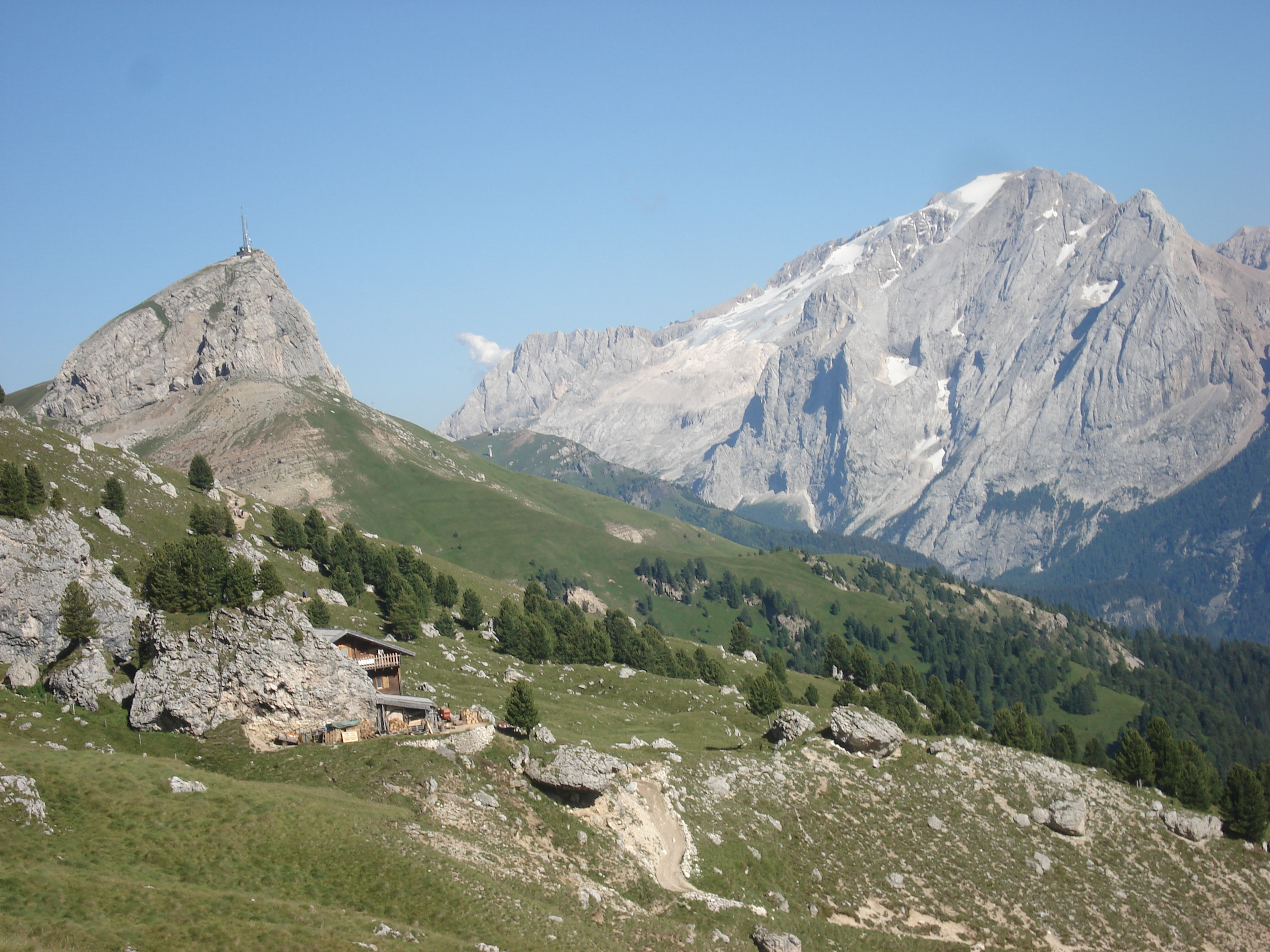
Col Rodella a Marmolada
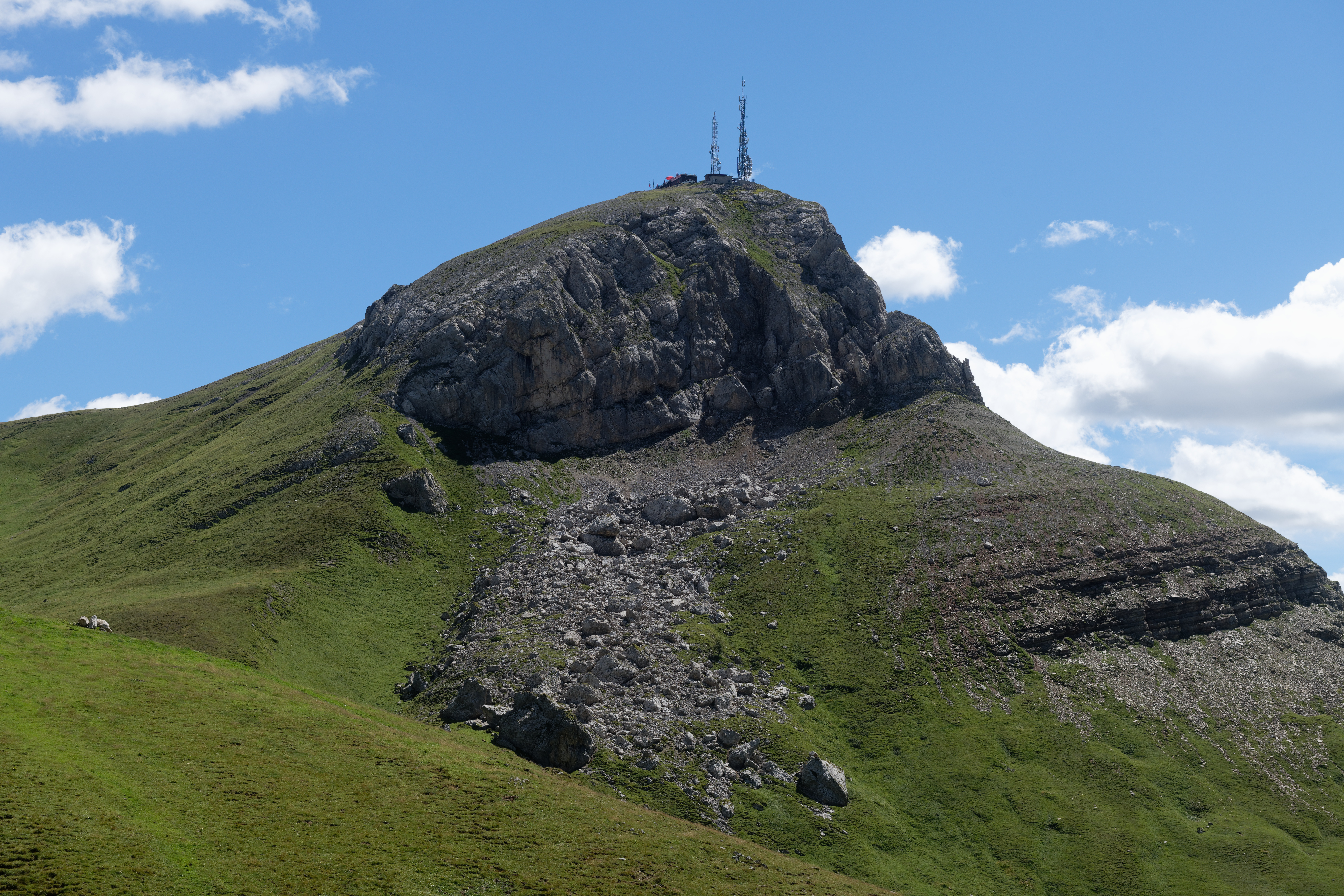
Col Rodella